# Кампо-де-Борха

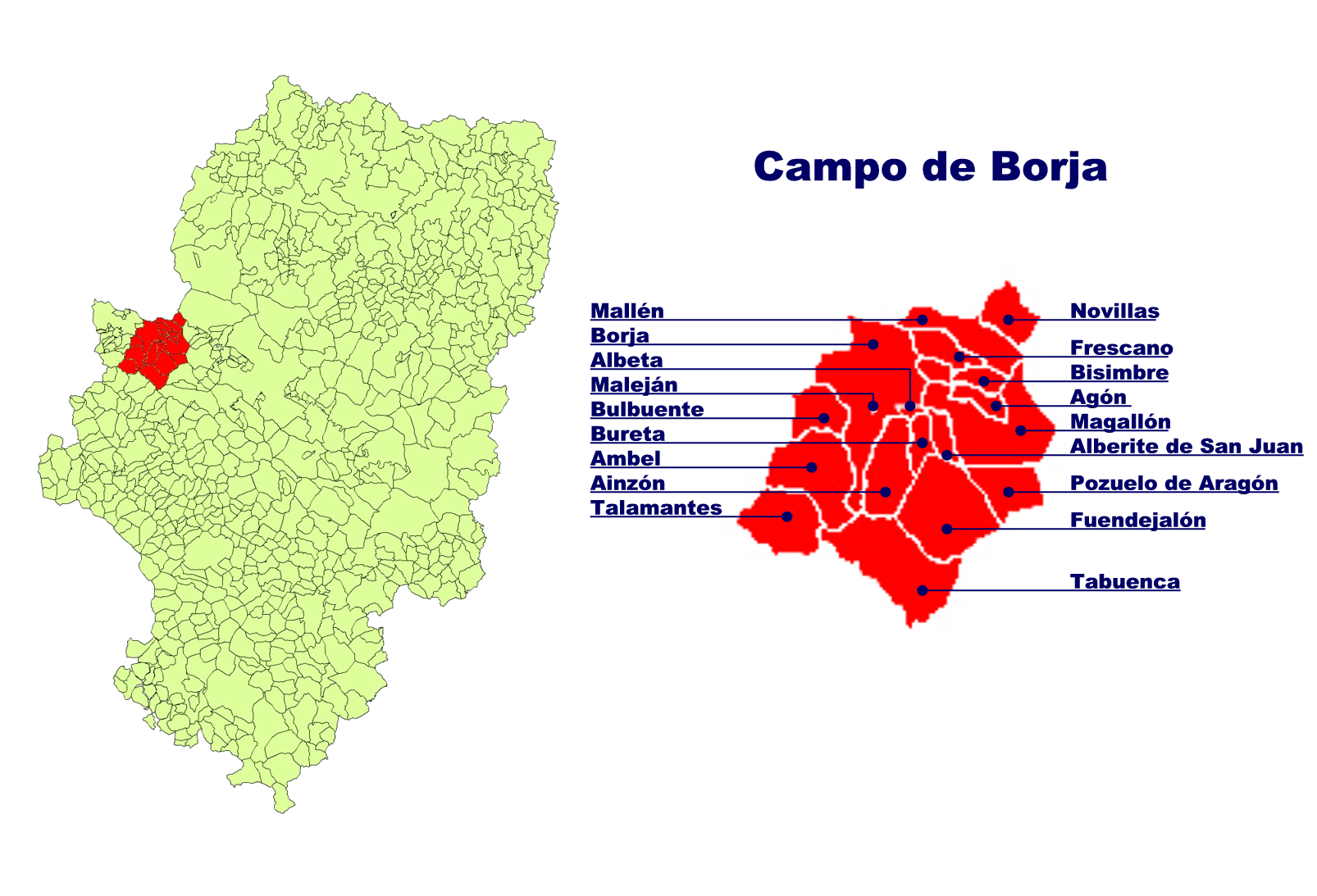

Ка́мпо-де-Бо́рха (исп. Campo de Borja, араг. Campo de Borcha) — район (комарка) в Испании, входит в провинцию Сарагоса в составе автономного сообщества Арагон.

## Муниципалитеты
1. Борха
2. Агон (Сарагоса)
3. Айнсон
4. Альберите-де-Сан-Хуан
5. Альбета
6. Амбель
7. Бисимбре
8. Бульбуэнте
9. Бурета
10. Фрескано
11. Фуэндехалон
12. Магальон
13. Малехан
14. Мальен
15. Новильяс
16. Посуэло-де-Арагон
17. Табуэнка
18. Таламантес